# Slackline
Slackline är namnet både på sporten och redskapet där utövaren balanserar på ett flexibelt band av till exempel nylon.
Balansbandet spänns upp mellan två ankare och utövaren kan sedan gå, hoppa eller balansera på bandet. "Slacklining" skiljer sig från den konventionella lingången i just att bandet är dynamiskt och således ger studs likt en lång och smal trampolin. Bandets spänning kan anpassas efter användarens tycke, och olika sorters webbing kan användas för olika användningssätt. Bandet är platt, vilket gör att användaren enkelt kan gå på bandet, till skillnad från ett runt rep, där fötterna enkelt glider av. Slackline används på många olika sätt: som en sport eller aktivitet där bandets dynamik gör att användaren kan göra olika hopp och trick, för att förbättra balansen och stärka core-muskulaturen, som en form av yoga, eller som en rolig fritidsaktivitet.

## Uppsättning
En slackline kan variera i design och antal delar, men är oftast 2,5-5 cm brett och 10–100 m långt. Ofta spänns bandet upp mellan två träd, men det kan även fästas i berg eller grävas ned under marken. När träd används som ankare kan pinnar eller tyg användas som skydd för att träden inte ska skadas och bandet inte ska nötas. 
Den svåraste och mest diskuterade aspekten när det gäller balansband är spänningssystemet och hur det sätts upp. Med det vanligaste tillvägagångssätt använder man sig av friktionen som uppstår av flera lager av band som spänns mellan två karbiner; spänningen av bandet sker sedan helt manuellt. Med en annan metod används en spännhake för att spänna bandet.

## Typer
När en slackline används för att göra trick på spänns det ofta upp på 10 m, och man använder då ett 5 cm brett band med gummicoating för bättre grepp. 
trickline
Klassificeras ofta som antingen dynamiska - t.ex. hopp - eller statiska.
Highline
Är när man spänner upp ett längre lina över t.ex. vatten, byggnader eller mellan två berg etc.

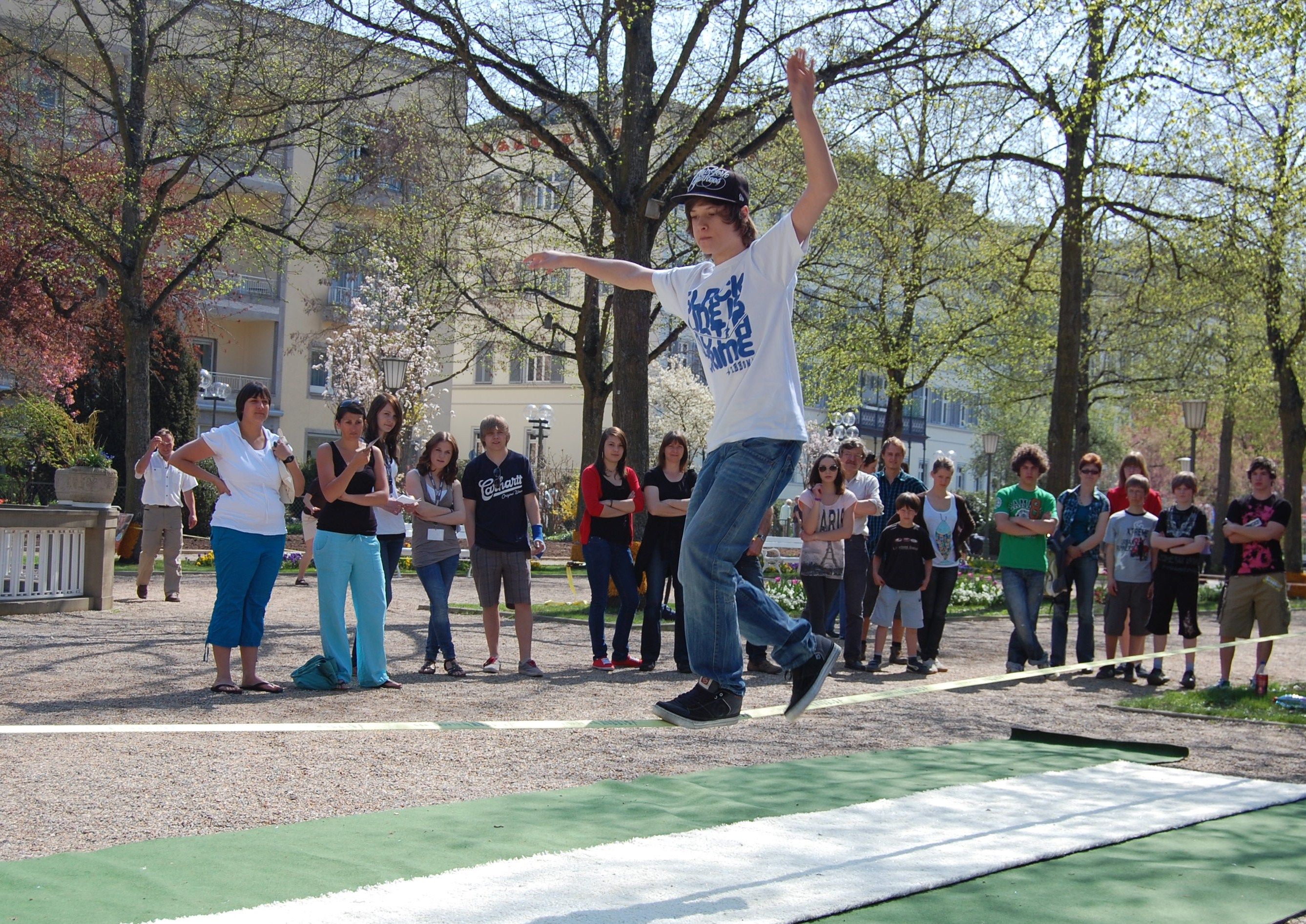